# Discografia de Zeca Pagodinho
Em 26 anos de carreira, Zeca Pagodinho lançou 18 álbuns de inéditas e vendeu 12 milhões de cópias. A contagem oficial do artista, registra 24 lançamentos entre 1986 e 2012.

## Álbuns de estúdio
| Ano  | Título                 | Gravadora       | Vendas      | Certificados |
| ---- | ---------------------- | --------------- | ----------- | ------------ |
| 1986 | Zeca Pagodinho         | RGE             | : 1.000.000 | : 3× Platina |
| 1987 | Patota de Cosme        | RGE             |             |              |
| 1988 | Jeito Moleque          | RGE             |             |              |
| 1989 | Boêmio Feliz           | RGE             | : 100.000   | : Ouro       |
| 1990 | Mania da Gente         | BMG             |             |              |
| 1991 | Pixote                 | BMG             |             |              |
| 1992 | Um dos Poetas do Samba | BMG             |             |              |
| 1993 | Alô, Mundo!            | BMG             |             |              |
| 1995 | Samba Pras Moças       | PolyGram        | : 250.000   | : Platina    |
| 1996 | Deixa Clarear          | PolyGram        | : 250.000   | : Platina    |
| 1997 | Hoje é Dia de Festa    | PolyGram        | : 250.000   | : Platina    |
| 1998 | Zeca Pagodinho         | PolyGram        | : 250.000   | : Platina    |
| 2000 | Água da Minha Sede     | Universal Music | : 600.000   | : Platina    |
| 2002 | Deixa a Vida Me Levar  | Universal Music | : 500.000   | : 2× Platina |
| 2005 | À Vera                 | Universal Music | : 100.000   | : Platina    |
| 2007 | Raridades              | Som Livre       | : 50.000    | : Ouro       |
| 2008 | Uma Prova de Amor      | Universal Music | : 100.000   | : Platina    |
| 2010 | Vida da Minha Vida     | Universal Music | : 80.000    | : Platina    |
| 2015 | Ser Humano             | Universal Music | : 50.000    | : Ouro       |
| 2019 | Mais Feliz             | Universal Music |             |              |

## Álbuns ao vivo
| Ano  | Título                                                 | Gravadora       | Vendas                         | Certificados                        |
| ---- | ------------------------------------------------------ | --------------- | ------------------------------ | ----------------------------------- |
| 1999 | Ao Vivo                                                | Universal Music | : 750.000 (CD) : 100.000 (DVD) | : 3× Platina(CD) : Diamante(DVD)    |
| 2003 | Acústico MTV - Zeca Pagodinho                          | Universal Music | : 530.000 (CD) : 210.000 (DVD) | : 3× Platina(CD) : 2× Diamante(DVD) |
| 2006 | Acústico MTV - Zeca Pagodinho 2: Gafieira              | Universal Music | : 200.000 (CD) : 100.000 (DVD) | : 2× Platina(CD) : 2× Platina(DVD)  |
| 2009 | MTV Especial Uma Prova de Amor ao Vivo                 | Universal Music | : 50.000 (DVD)                 | : Platina(DVD)                      |
| 2012 | Quintal do Pagodinho                                   | Universal Music | : 40.000 (CD) : 50.000 (DVD)   | : Ouro(CD) : Platina(DVD)           |
| 2013 | Multishow Ao Vivo: 30 anos - Vida que Segue            | Universal Music | : 90.000 (CD)                  | : Platina(CD)                       |
| 2014 | SambaBook – Zeca Pagodinho                             | Universal Music | : 80.000 (CD)                  | : Platina(CD)                       |
| 2016 | Zeca apresenta o Quintal do Pagodinho ao vivo – Vol. 3 | Universal Music |                                |                                     |

## Coletâneas
| Ano  | Título                            | Gravadora       |
| ---- | --------------------------------- | --------------- |
| 1993 | Acervo Especial                   | BMG-Ariola      |
| 1999 | Coleção Bambas do Samba           | Som Livre       |
| 2002 | Série Gold                        | Universal Music |
| 2004 | Deixa o Samba Me Levar            | Sony BMG        |
| 2004 | I Love MPB                        | Universal Music |
| 2004 | Perfil                            | Som Livre       |
| 2005 | Novo Millennium                   | PolyGram        |
| 2005 | Maxximum                          | Sony BMG        |
| 2005 | Roda de Samba com: Zeca Pagodinho | Som Livre       |
| 2011 | Ao Vivo com os Amigos             | Universal Music |